# PrestaShop
PrestaShop — веб-приложение для электронной коммерции с открытым кодом. Данное приложение написано на PHP с использованием фреймворка Symfony, для написания шаблонов используется Twig, для хранения данных — MySQL. Этот движок предназначен для малого и среднего бизнеса и имеет более 310 стандартных функций для быстрого создания функционального магазина. В 2010 и 2011 годах PrestaShop был признан лучшим веб-приложением для интернет-магазинов, завоевав награду Best Open-source Business Application.
Официально компания была создана в августе 2007 Игорем Шлюмбергером и Бруно Левеком. Впоследствии, в 2011 году был создан дополнительный офис в Майами.
PrestaShop переведен на более 70 языков, в том числе и на русский, и используется 270 000 магазинов по всему миру.
Важную роль в развитии компании играет сообщество PrestaShop (PrestaShop Community), которое на данный момент насчитывает более 500 000 человек.
По исследованию iTrack в июне 2015 года PrestaShop была установлена на 6 000 доменах зоны .RU.
На конец 2011 года у PrestaShop около 100 членов команды, состоящей из разработчиков, дизайнеров и ИТ-специалистов специализирующихся на электронной коммерции. Штаб-квартиры находятся в Париже и Майами.
2012 год:
- Объявлен выход Beta-версии 1.5;
- Заметный рост интереса к CMS PrestaShop со стороны малого и среднего бизнеса;
- На 2012 год сервисом PrestaBox поддерживается более 100 000 действующих интернет-магазинов;
- Количество загрузок CMS в сутки превышает 1 500, а общее число за всю историю превысило 4 200 000 скачиваний с официального сайта;
- Осуществляется платная и бесплатная поддержка;
- Действует площадка, интегрированная также в администраторскую часть магазина;
- Официальный форум PrestaShop, в том числе и на русском языке, является авторитетной площадкой для обмена информацией и поддержки пользователей. На официальном сайте имеются также: галерея, блог и учебный ресурс и многое другое[10].

## Минимальные системные требования[11]

### Для установки в интернете
- Доменное имя (или поддомен/подпапка)
- Веб-сервер: Apache Web Server 2.x, Nginx, Microsoft IIS 6 или более поздней версии
- PHP 5.6 или более поздней версии[12]
- MySQL 5 или более поздней версии[13]
- Доступ к FTP

#### Конфигурация
- В конфигурации PHP (файл php.ini) должно быть установлено memory_limit в «128M» и upload_max_filesize на «16M» (или больше, если доступно)
- Должны быть установлены расширения для PHP: Mcrypt[англ.], OpenSSL, Zip, Curl, GD, PDO
- Для улучшения характеристик: MemCached, Apc, OpCache
- SSL-сертификат

### Для установки на ПК
- Операционная система: Linux, Unix или Windows
- Готовый пакет Apache+PHP+MySQL: WampServer или EasyPHP для Windows, XAMPP или Bitnami[англ.] для Windows и OS X
- Веб сервер: Apache 2.x, Nginx, Microsoft IIS
- PHP 5.6 или более поздней версии
- MySQL 5 или более поздней версии

#### Конфигурация
- В конфигурации PHP (файл php.ini) должно быть установлено memory_limit в «128M» и upload_max_filesize на «16M» (или больше, если доступно)
- Должны быть установлены расширения для PHP: Mcrypt, OpenSSL, Zip, Curl, GD, PDO

## Функциональность

### Каталог
- Возможность использования водяных знаков на фотографии
- Отзывы и оценки товаров клиентами
- Отображение цены с налогом или без него
- Отображение количества товаров на складе
- Сортировка товаров по разным параметрам (релевантность, цена)
- Показ скидок в процентах
- Отображение производителей и брендов
- Опция «отправить другу»

### Оплата
- Оплата банковским переводом
- Оплата чеком
- Оплата наличными при доставке
- Google Checkout
- PayPal
- Moneybookers
- HiPay[англ.]
- QIWI
- WebMoney
- Яндекс.Деньги
- Робокасса

### Доставка товара
- Email-уведомления о доставке товара
- Отслеживание посылки (трекинг доставки товара)

### Статистика
- Статистика посетителей
- Статистика заказов и продаж
- Статистика оборудования пользователей
- Статистика переходов по категориям
- Учёт товаров
- Статистика лучших клиентов
- Заходы с других сайтов
- Статистика по ключевым словам
- Лучшие продукты
- Лучшие категории
- Лучшие поставщики
- Статистика рассылки
- Статистика по доставке
- Geo-локализация
- Статистика заходов по ключевым словам
- Полная интеграция с Google Analytics
- Визуализация GD
- Визуализация Flash (XML, SWF-графики)
- Визуализация Silverlight
- Визуализация Google-графики

### Переводы
- При установке доступны для выбора 8 языков: английский, французский, испанский, немецкий, итальянский, португальский, голландский и русский
- Загрузка дополнительных языковых пакетов через административный офис
- Встроенный переводчик

### Локализация
- Автоматический пересчёт всех цен в любую валюту
- Синхронизация валют с действующим курсом
- Пересчёт налогов по ставкам страны (региона) покупателя

### SEO
- SEO-оптимизация по мета-тегам (мета-описание, ключевые слова…)
- Google Maps

### Безопасность
- Безопасный вход в кабинет администратора (логин и пароль)
- Поддержка SSL-протокола
- Пароли шифрования в базе данных
- Cookies-шифрования
- Блокировка при неоднократных попытках восстановления пароля

### Управление
- Текстовый редактор WYSIWYG
- Возможность добавления дополнительных модулей
- Резервное копирование базы данных (частичное или полное)
- Автоматическая генерация htaccess-файлов
- Автоматическая генерация файлов robots.txt
- Отправка электронной почты через SMTP (поддерживается SSL и TLS) или с помощью функции PHP mail.
- Управление шрифтами в PDF-файлах
- Индексация товаров для оптимизации поиска
- Управление запасами
- CMS (инвентаризация, новый порядок…)
- Оповещение по электронной почте, если товара нет в наличии

### Модули магазина
- Ajax-корзина
- Облако меток
- Ajax-поиск
- Alias-поиск
- Настраиваемые страницы (текст, фото)
- Продукты сцены (презентация продукции)
- Советы по продуктам страниц: дата приобретения или добавление в корзину
- Модули On-Off
- Товары, рекомендуемые на главной странице
- Возможность вставки объявлений
- Показать новые товары
- Возможность интеграции с Google Adsense
- Закладка в один клик
- Выбор валюты
- Выбор языка
- Продукты RSS-канал
- Показать другие товары из той же категории
- Показать лучших продавцов
- Отображение продуктов категории
- Отображение дополнительной ссылки
- Показать производителей
- Показать поставщиков
- Блок «Мой счет»
- Дисплей счета полного клиента (информация, заказы, скользит …)
- Подписка на рассылку новостей блок
- RSS-канал для подписки
- Подчеркивая доступных платежных средств
- Третий блок RSS-канал
- Быстрый поиск[14]

## Поддерживаемые языки
PrestaShop имеет на данный момент 41 пакет языковой поддержки: арабский, азербайджанский, болгарский, каталанский, китайский (упрощённые иероглифы), китайский (традиционные иероглифы), чешский, датский, голландский, эстонский, английский, финский, французский, галисийский, грузинский, немецкий, греческий, иврит, венгерский, индонезийский, фарси, итальянский, латышский, литовский, норвежский, польский, португальский, португальский (Бразилия), румынский, русский, словацкий, словенский, испанский, испанский (Аргентина), шведский, тайский, турецкий, украинский, вьетнамский (порядок слов соответствует их месту в англоязычном списке).

## Награды
За все время, PrestaShop получил немалый список премий в разных номинациях. Среди которых можно выделить:
Open Source Award:

2010 – Open Source Business Applications

2011 – Open Source Business Applications
Bsoco Award:

2013 – CMS Website
EcommerceBytes Sellers Choice Award:

2013 – Online Shopping Carts
CMS Critic Award:

2014 (People’s Choice) – Best eCommerce for SMB; Best eCommerce for Enterprise

2015 – Best eCommerce for Enterprise

2016 – Best eCommerce Software